# ثلم دمعي
الثلم الدمعي أو الشق الدمعي (بالإنجليزية: Lacrimal suclus أو Lacrimal groove)، يقع هذا الثلم العميق على السطح الأنفي لعظمة الفك العلوي، يتحول بعدها إلى النفق الأنفي الدمعي بواسطة العظم الدمعي والمحارة الأنفية السفلية ؛ والذي يفتح في الصماخ الأنفي السفلي، ويمر في ذلك النفق القناة الأنفية الدمعية.

## صور إضافية

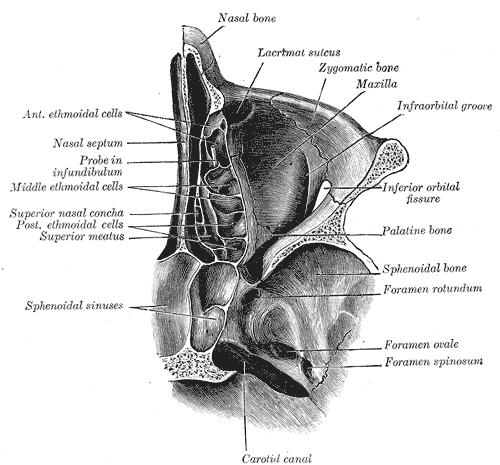
مقطع أفقي في تجاويف الأنف والحجاج.